# Crush (canção de Mandy Moore)
"Crush" é uma música da cantora norte-americana Mandy Moore, é o segundo single de seu terceiro álbum autointitulado, Mandy Moore. O single foi lançado em 28 de agosto de 2001.

## Videoclipe
O videoclipe foi dirigido por Chris Applebaum. Em 10 de setembro de 2001, tornou-se o primeiro clipe de Moore a chegar ao primeiro lugar do Total Request Live da MTV. No vídeo, Moore se senta no quarto de seu namorado e tenta acordá-lo. Ela se apresenta com sua banda em outra sala. O vídeo termina com Moore usando uma réplica da jaqueta que Michael Jackson usa no videoclipe "Thriller". Quando ela caminha pelo corredor, ela vê sua paixão e sorri.

## Singles
Single Promocional EUA (enviados para as rádios mainstream)
1. "Crush" (Ric Wake Mix) – 3:49

Austrália CD single
1. "Crush" (remix) – 3:58
2. "Crush" (album version) – 3:43
3. "In My Pocket" (Brandnew remix) – 3:29
4. Album Mix Tape – 2:57

Holanda/Suíça/Suécia/Alemanha CD single (lançamento limitado)
1. "Crush" (album version) – 3:43
2. "Crush" (Ric Wake Mix) – 3:49
3. "In My Pocket" (Soul Solution club mix)

## Desempenho nas Paradas
A música chegou ao 19º lugar na Bubbling Under Hot 100. Também entrou na Billboard Pop Songs, onde ficou por cinco semanas e atingiu o 35ª posição. "Crush" vendeu 7 mil cópias físicas e 138 mil downloads digitais de acordo com a Nielsen Soundscan.
| Paradas Musicais (2001)                  | Posição |
| ---------------------------------------- | ------- |
| Austrália ARIA                           | 25      |
| Billboard Bubbling Under Hot 100 Singles | 19      |
| Billboard Mainstream Top 40              | 35      |
| Ucrânia FDR Pop Charts                   | 7       |